# 668982 Grechuta
668982 Grechuta è un asteroide della fascia principale. Scoperto nel 2012, presenta un'orbita caratterizzata da un semiasse maggiore pari a 2,703448 UA e da un'eccentricità di 0,275243, inclinata di 2,319080° rispetto all'eclittica.
È dedicato a Marek Grechuta, cantautore e compositore polacco.